# Cimetière de Trivaux
Le cimetière de Trivaux, ouvert en 1922, est l'un des deux cimetières de la commune de Meudon dans les Hauts-de-Seine ; l'autre, le cimetière des Longs Réages, étant arrivé à saturation. 

## Description
Il a la particularité d'être à la lisière de la forêt domaniale de Meudon et d'être en pente, ce qui en fait un cimetière paysager. Il présente de plus l'intérêt de posséder un certain nombre de sépultures de rite orthodoxe russe, avec des noms en cyrillique, la communauté russe blanche y étant importante dans les décennies suivant l'arrivée des émigrés russes après la Révolution de 1917. Cependant, ce cimetière ne comprend pas de monuments particuliers si ce n'est le monument aux morts érigé en forme de colonnade dans les années 1920,. Il surplombe un carré militaire qui abrite 116 tombes individuelles de morts pour la France tombés pendant la Grande Guerre et 46 tombes des autres guerres.

## Personnalités
- Annik Beauchamps (née de Rauglaudre 1940-1995), comédienne et animatrice de radio et de télévision,
- Jules-Louis Breton (1872-1940), homme politique, créateur de la médaille de la famille française (division A),
- Marcel Carrère (1913-1979), commissaire divisionnaire, chef de l'OCTRIS 1966-1971,
- Robert Charpentier (1916-1966), coureur cycliste, triple champion olympique 1936,
- Maurice Garçon (1889-1967), avocat et académicien (division A),
- Hervé Ghesquière (1963-2017), journaliste et ex-otage en Afghanistan (2009-2011),
- Nathalie de Goloubeff (1879-1941), cantatrice et traductrice russe, maîtresse de Gabriele D'Annunzio (division E 8)[2],
- Prince Boun Oum (1911-1980), homme politique laotien,
- André Schock (1914-1973), résistant, compagnon de la Libération, journaliste et homme politique,